# Parque Estadual Serra Negra da Mantiqueira
O Parque Estadual Serra Negra da Mantiqueira é uma unidade de conservação de proteção integral do Sistema Nacional de Unidades de Conservação no bioma brasileiro Mata Atlântica, em Minas Gerais, inserido em partes dos municípios de Lima Duarte, Olaria, Rio Preto e Santa Bárbara do Monte Verde, está a cerca de 10 km da divisa entre Minas Gerais e o estado do Rio de Janeiro e a cerca de 25 km do Parque Estadual do Ibitipoca. Criado em 4 de julho de 2018, possui uma área de 4.203,96 hectares, está inserido dentro da Reserva da Biosfera da Mata Atlântica e é administrado pelo Instituto Estadual de Florestas de Minas Gerais.

## Acesso
O parque ainda não possui portaria para o controle de visitantes e a entrada é franca, pode ser acessado partindo de Lima Duarte ou Olaria pela BR-267 no sentido sul de minas e pela MG-353 partindo de Rio Preto e Santa Bárbara do Monte Verde.